# Миколас Јосеф
Миколас Јосеф (чеш. Mikoláš Josef; Праг, 4. октобар 1995) чешки је кантаутор, музички продуцент и кореограф. Музичку каријеру започео је 2015. године. Кроз каријеру, радио је у Цириху, Ослу, Хамбургу и Бечу. У свету је познат по представљању Чешке на Песми Евровизије 2018. у Лисабону са песмом „Lie to Me”. На самом такмичењу је завршио на 6. месту.

## Дискографија

### Синглови
| Сингл               | Година | Позиција | Позиција | Позиција | Позиција | Позиција | Позиција | Позиција | Позиција | Позиција    | Позиција  | Албум                 |
| Сингл               | Година | ЧЕШ      | АУТ      | БЕЛ      | ФРА      | НЕМ      | ШКО      | ШПА      | ШВЕ      | ВБР (Down.) | ВБР Indie | Албум                 |
| ------------------- | ------ | -------- | -------- | -------- | -------- | -------- | -------- | -------- | -------- | ----------- | --------- | --------------------- |
| "Hands Bloody"      | 2015   | —        | —        | —        | —        | —        | —        | —        | —        | —           | —         | Сингл није део албума |
| "Free"              | 2016   | 15       | —        | —        | —        | —        | —        | —        | —        | —           | —         | Сингл није део албума |
| "Believe (Hey Hey)" | 2016   | —        | —        | —        | —        | —        | —        | —        | —        | —           | —         | Сингл није део албума |
| "Lie to Me"         | 2017   | 59       | 9        | 34       | 122      | 29       | 56       | 39       | 21       | 53          | 47        | Сингл није део албума |